# Aéroport de Vienne-Schwechat
L'aéroport de Vienne-Schwechat (ou Flughafen Wien-Schwechat en allemand) (code IATA : VIE • code OACI : LOWW) est un aéroport situé à Vienne et le plus grand d'Autriche avec plus de 23,3 millions de passagers chaque année (2016). C'est aussi la base de la compagnie aérienne Austrian Airlines.

## Situation
L'aéroport se situe à environ 18 kilomètres au sud-est de la ville de Vienne, en Basse-Autriche, près du village de Schwechat et d'un complexe pétrochimique (raffinerie du groupe autrichien OMV), et à 50 kilomètres de Bratislava.
| \| 20 km1:1 859 000 \| Graz Innsbruck Klagenfurt Linz Salzbourg Vienne-Schwechat |
| 20 km1:1 859 000                                                                 |

### Transports
Il existe une série de moyens de transports en commun permettant aux Viennois de se rendre à l'aéroport :
- train de type RER S-Bahn 7, qui transite de Wien Mitte à l'aéroport (mais aussi par la gare de Vienne-Praterstern et Floridsdorf) toutes les demi-heures. Le déplacement jusqu'à l'aéroport dure 25 minutes pour un prix de 4,10 € ;
- City Airport Train, une ligne directe, gérée par un opérateur privé, reliant l'aéroport à Wien Mitte, offrant un déplacement rapide (16 minutes, toutes les demi-heures), et permettant de s'enregistrer pour les vols en gare de Wien Mitte[1] ;
- Bus Services Vienna Airport Lines est une ligne de bus directe qui relie différentes gares, notamment Westbahnhof (il passe alors par la gare de Wien Hauptbahnhof), directement à l'aéroport de Schwechat. Le temps de déplacement varie entre vingt minutes et une demi-heure pour un tarif de 8 € ;
- le railjet (le train à grande vitesse en Autriche) part toutes les demi-heures et relie l'aéroport à la gare centrale de Vienne (Wien Hauptbahnhof). Le train va sans arrêt. Prix du trajet : 4,40 €.
- des taxis et des services de location de voitures sont disponibles à l'aéroport. Plusieurs entreprises locales proposent des transferts pré-réservés vers Vienne et les villes voisines, souvent plus économiques que les taxis traditionnels. Ces services incluent fréquemment un tarif fixe et des options de réservation en ligne pour plus de commodité[2].

En plus de ces moyens de transport en commun, l'accès est également possible par l'autoroute A4 (Ostautobahn) et, bien sûr, par taxi (compter de 20 à 30 minutes et 42 € pour un trajet depuis le centre-ville).

## Histoire
Le 27 décembre 1985, des attaques simultanées contre les aéroports de Rome et de Vienne par le Fatah-Conseil révolutionnaire font 3 morts dans cet aéroport.
En mars 2011, la rencontre Autriche-France comptant pour le premier tour de la Coupe Davis est organisée dans le hangar 3 de l'aéroport. La France s'y impose 3 matchs à 2.

## Description

### En graphique
Pour des raisons techniques, il est temporairement impossible d'afficher le graphique qui aurait dû être présenté ici.

Voir la requête brute et les sources sur Wikidata.

### En tableau
| Année                 | Nombre de passagers | dont passagers en transit | Mouvements | Fret (en tonnes) |
| --------------------- | ------------------- | ------------------------- | ---------- | ---------------- |
| 2003                  | 12 784 505          |                           | 197 089    | 115 651          |
| 2004                  | 14 785 529          |                           | 224 809    | 145 602          |
| 2005                  | 15 859 050          | 5 443 078                 | 230 900    | 167 494          |
| 2006                  | 16 855 725          | 5 673 586                 | 237 490    | 187 852          |
| 2007                  | 18 768 468          | 5 991 884                 | 254 870    | 191 789          |
| 2008                  | 19 747 289          | 5 936 560                 | 266 402    | 187 300          |
| 2009                  | 18 114 103          | 5 450 308                 | 243 430    | 185 724          |
| 2010                  | 19 691 206          | 5 919 852                 | 246 146    | 219 334          |
| 2011                  | 21 106 292          | 6 521 292                 | 246 157    | 199 809          |
| 2012[réf. nécessaire] | 22 165 794          | 7 052 530                 | 244 650    | 178 054          |
| 2013                  | 21 999 926          | 6 794 632                 | 231 179    | 178 857          |
| 2014                  | 22 483 158          | 6 531 198                 | 230 781    | 197 761          |
| 2015                  | 22 775 054          | 6 296 386                 | 226 811    | 196 274          |
| 2016                  | 23 352 016          | 6 172 666                 | 226 395    | 203 033          |

### Pistes

Plan des pistes de l'aéroport de Vienne-Schwechat.

L'aéroport est formé de deux pistes très modernes et pouvant accueillir tous les avions modernes.
- Piste 114/294
  - Longueur : 3 500 m
  - Largeur : 45 m
  - Revêtement : asphalte
  - Fréquences ILS : 110.3 (OEW)/109.7 (OEX)
- BPiste 162/342
  - Longueur : 3 600 m
  - Largeur : 45 m
  - Revêtement : asphalte
  - Fréquences ILS : 108.5 (OEZ)/ 108.1 (OEN)
- Une nouvelle piste, 11R/29L, est actuellement en construction, parallèle à la piste 11/29. Elle sera reliée par 2 paires de taxiways et comprendra, parallèlement à la piste, ses deux propres taxiways longeant la piste sur toute sa longueur.

### Terminaux
Il y a 2 terminaux, le T1 et le T3

## Compagnies aériennes et destinations

### Passagers
L'aéroport est desservi par les compagnies aériennes suivantes :
| Compagnies                    | Destinations |
| ----------------------------- | --- |
| Aegean Airlines               | Athènes E.-Venizélos En saison : Héraklion-N. Kazantzákis |
| Aer Lingus                    | Dublin |
| Air Algérie                   | Alger-Houari-Boumédiène |
| airBaltic                     | Riga |
| Air Canada                    | Toronto (Pearson) |
| Air China                     | Pékin-Capitale |
| Air Corsica                   | En saison : Calvi Sainte-Catherine |
| Air France                    | Paris-Charles de Gaulle |
| Air India                     | Delhi-Indira Gandhi |
| Air Malta                     | Malte |
| Air Montenegro                | Podgorica |
| Air Serbia                    | Belgrade-Nikola-Tesla |
| AJet                          | Ankara Esenboğa, Istanbul-S. Gökçen En saison : Antalya |
| Arkia                         | En saison : Tel Aviv - Ben Gourion |
| Austrian Airlines             | - Amman-Reine-Alia, - Amsterdam, - Athènes E.-Venizélos, - Bangkok-Suvarnabhumi, - Barcelone-El Prat, - Bâle-Mulhouse, - Pékin-Capitale, - Belgrade-Nikola-Tesla, - Berlin-Brandebourg, - Birmingham, - Bologne-Borgo Panigale, - Bruxelles-National, - Bucarest-H. Coandă, - Budapest-Ferenc Liszt, - Chicago-O'Hare, - Chișinău, - Cologne/Bonn-K. Adenauer, - Copenhague-Kastrup, - Cracovie-Jean-Paul II, - Düsseldorf, - Erbil, - Erevan-Zvarnots, - Francfort, - Graz-Thalerhof, - Hambourg-H.-Schmidt, - Hanovre, - Iași, - Innsbruck-Kranebitten, - Klagenfurt, - Košice (Cassovie)-Barca, - Larnaca, - Las Palmas/Gran Canaria, - Le Caire, - Leipzig/Halle, - Londres-Heathrow, - Lyon-Saint-Exupéry, - Malaga-Costa del Sol, - Manchester, - Marrakech-Ménara, - Milan-Linate, - Montréal (P.-E.-Trudeau), - Munich-F. J. Strauß, - Naples-Capodichino, - Newark-Liberty, - New York-John F. Kennedy, - Nice-Côte d'Azur, - Nuremberg-A. Dürer, - Oslo-Gardermoen, - Palma de Majorque, - Paris-Charles de Gaulle, - Podgorica, - Prague-Václav-Havel, - Priština, - Rome Léonard-de-Vinci/Fiumicino, - Sarajevo-Butmir, - Shanghai-Pudong, - Sibiu, - Skopje, - Sofia-Vrajdebna, - Stockholm-Arlanda, - Stuttgart, - Téhéran-Imam-Khomeini, - Tel Aviv - Ben Gourion, - Ténériffe-Sud Reine Sofia, - Thessalonique-Makedonía, - Tirana-Mère-Teresa, - Varna, - Venise - Marco Polo, - Vilnius, - Varsovie-Chopin, - Washington-Dulles, - Zagreb-Pleso, - Zurich En saison : - Antalya, - Bari-Karol Wojtyła, - Billund, - Brindisi Papola/Casale, - Cagliari, - Cancún, - Catane-Fontanarossa, - Céphalonie, - Corfou-I. Kapodístrias, - Dalaman, - Dubrovnik, - Florence-Peretola, - Fuerteventura, - Göteborg, - Héraklion-N. Kazantzákis, - Ibiza, - Kalamata, - Karpathos, - Kavala-Alexandre le Grand, - Kittilä, - Kos, - La Canée I.-Daskaloyánnis, - Lamezia Terme, - Los Angeles, - Madère-C. Ronaldo, - Malé Velana, - Marseille-Provence, - Maurice-Sir Seewoosagur Ramgoolam, - Minorque-Mahón, - Mykonos, - Olbia-Costa Smeralda, - Palerme Falcone-Borsellino, - Áraxos, - Porto-F. Sá-Carneiro, - Prévéza-Aktion, - Reykjavik-Keflavík, - Rhodes-Diagoras, - Rovaniemi, - Sámos-Aristarque, - Santorin, - Séville-San Pablo, - Skiathos-A. Papadiamándis, - Split, - Tivat, - Tokyo-Narita, - Tromsø, - Valence, - Vilnius, - Vólos, - Zadar , - Zante D.-Solomós En saison charter : Hurghada, Marsa Alam, Monastir |
| Azerbaijan Airlines           | Bakou-H. Aliyev |
| BH Air                        | En saison charter : Bourgas |
| Bluebird Airways              | Athènes E.-Venizélos |
| British Airways               | Londres-Heathrow |
| Brussels Airlines             | Bruxelles-National |
| Bulgaria Air                  | Sofia-Vrajdebna |
| China Airlines                | Taïwan-Taoyuan |
| Condor                        | En saison : Héraklion-N. Kazantzákis, Palma de Majorque, Rhodes-Diagoras |
| Corendon Airlines             | En saison : Antalya, Héraklion-N. Kazantzákis, Hurghada, Izmir-A. Menderes |
| Croatia Airlines              | Zagreb-Pleso En saison : Split |
| EgyptAir                      | Le Caire |
| El Al                         | Tel Aviv - Ben Gourion |
| Emirates                      | Dubaï |
| Enter Air                     | En saison charter : Erevan-Zvarnots, Tbilissi-C. Roustavéli |
| Ethiopian Airlines            | Addis-Abeba Bole |
| Etihad Airways                | Abou Dabi |
| European Air Charter          | En saison charter : Bourgas, Varna |
| Eurowings                     | Cologne/Bonn-K. Adenauer, Düsseldorf, Hambourg-H.-Schmidt, Stuttgart |
| EVA Air                       | Bangkok-Suvarnabhumi, Taïwan-Taoyuan |
| Finnair                       | Helsinki-Vantaa |
| FlyEgypt                      | En saison charter : Marsa Alam |
| Flynas                        | En saison : Djeddah - Roi-Abdelaziz, Riyad-roi Khaled |
| Georgian Airways              | Tbilissi-C. Roustavéli |
| Iberia                        | Madrid-Barajas |
| Iran Air                      | Téhéran-Imam-Khomeini |
| Israir                        | En saison : Tel Aviv - Ben Gourion |
| Jazeera Airways               | En saison : Koweït |
| Jet2.com                      | En saison : Birmingham, Leeds-Bradford, Manchester, Newcastle |
| KLM                           | Amsterdam |
| Korean Air                    | Séoul-Incheon |
| Kuwait Airways                | En saison : Koweït |
| LOT Polish Airlines           | Varsovie-Chopin |
| Lufthansa                     | Francfort, Munich-F. J. Strauß |
| Luxair                        | Luxembourg-Findel |
| Norwegian Air Shuttle         | Oslo-Gardermoen |
| Pegasus Airlines              | Ankara Esenboğa, Istanbul-S. Gökçen En saison : Antalya, Izmir-A. Menderes, Kayseri-Erkilet |
| People's                      | Altenrhein |
| Qatar Airways                 | Doha-Hamad |
| Royal Jordanian               | Amman-Reine-Alia |
| Ryanair                       | - Alicante-Elche, - Amman-Reine-Alia, - Athènes E.-Venizélos, - Banja Luka, - Barcelone-El Prat, - Bari-Karol Wojtyła, - Bergame-Orio al Serio, - Billund, - Bologne-Borgo Panigale, - Bucarest-H. Coandă, - Catane-Fontanarossa, - Charleroi Bruxelles-Sud, - Cologne/Bonn-K. Adenauer, - Copenhague-Kastrup, - Dublin, - Édimbourg, - Eindhoven, - Faro, - Fuerteventura, - Gênes-Christophe-Colomb, - Göteborg, - Helsinki-Vantaa, - Cracovie-Jean-Paul II, - Larnaca, - Las Palmas/Gran Canaria, - Lisbonne-H. Delgado, - Londres-Stansted, - Madrid-Barajas, - Malaga-Costa del Sol, - Malte, - Manchester, - Marseille-Provence, - Milan-Malpensa, - Naples-Capodichino, - Niš Constantin-le-Grand, - Palma de Majorque, - Paris-Beauvais, - Paphos, - Porto-F. Sá-Carneiro, - Riga, - Rome Léonard-de-Vinci/Fiumicino, - Santander-S. Ballesteros, - Séville-San Pablo, - Sofia-Vrajdebna, - Stockholm-Arlanda, - Tallinn, - Tel Aviv - Ben Gourion, - Ténériffe-Sud Reine Sofia, - Thessalonique-Makedonía, - Tuzla, - Valence, - Varna, - Varsovie-Chopin, - Varsovie-Modlin (Mazovie), - Venise - Marco Polo, - Vilnius En saison : - Aqaba, - Bourgas, - Cagliari, - Corfou-I. Kapodístrias, - Dubrovnik, - Héraklion-N. Kazantzákis, - Ibiza, - Kalamata, - Céphalonie, - Kos, - La Canée I.-Daskaloyánnis, - Split, - Lanzarote-Arrecife, - Mykonos, - Palerme Falcone-Borsellino, - Pérouse-Sant'Egidio, - Prévéza-Aktion, - Pula, - Rhodes-Diagoras, - Rimini, - Santorin, - Skiathos-A. Papadiamándis, - Zadar, - Zante D.-Solomós |
| Saudia                        | Djeddah - Roi-Abdelaziz En saison : Riyad-roi Khaled |
| SunExpress                    | Antalya, Izmir-A. Menderes En saison : Ankara Esenboğa, Diyarbakır, Kayseri-Erkilet, Samsun-Çarşamba |
| Swiss International Air Lines | Genève-Cointrin, Zurich |
| TAP Air Portugal              | Lisbonne-H. Delgado |
| Transavia France              | Paris-Orly |
| Tunisair                      | Tunis-Carthage |
| Turkish Airlines              | Istanbul En saison : Gaziantep-Oğuzeli, Kayseri-Erkilet, Samsun-Çarşamba |
| Volotea                       | Nantes-Atlantique |
| Vueling                       | Barcelone-El Prat |
| Wizz Air                      | - Barcelone-El Prat, - Bilbao, - Chișinău, - Cluj-Napoca, - Dammam-roi Fahd, - Erevan-Zvarnots, - Djeddah - Roi-Abdelaziz, - Koutaïssi-David-IV, - Koweït, - Larnaca, - Londres-Gatwick, - Malaga-Costa del Sol, - Naples-Capodichino, - Nice-Côte d'Azur, - Niš Constantin-le-Grand, - Ohrid-Saint-Paul-l'Apôtre, - Podgorica, - Priština, - Reykjavik-Keflavík, - Riyad-roi Khaled, - Rome Léonard-de-Vinci/Fiumicino, - Tel Aviv - Ben Gourion, - Ténériffe-Sud Reine Sofia, - Tirana-Mère-Teresa, - Tuzla, - Varna En saison : - Abou Dabi, - Amman-Reine-Alia, - Bourgas, - Charm el-Cheikh, - Corfou-I. Kapodístrias, - Dubaï, - Eilat-Ramon, - Kukës, - Split, - Zante D.-Solomós |

### Cargo
| Compagnies              | Destinations |
| ----------------------- | --- |
| Asiana Cargo            | Francfort, Göteborg-Landvetter, Seoul-Incheon, Moscou-Domodedovo                                                                  |
| Cargolux                | Bangkok-Suvarnabhumi, Doha, Hanoi, Hong Kong, Luxembourg, Novossibirsk, Taipei-Taoyuan                                            |
| China Southern Airlines | Amsterdam, Francfort, Canton, Shanghai-Pudong                                                                                     |
| FedEx Express           | Budapest, Paris-Charles de Gaulle                                                                                                 |
| Korean Air Cargo        | Bruxelles, Copenhague, Seoul-Incheon, Milan-Malpensa, Bâle/Mulhouse, Navoï (en), Tel Aviv-Ben Gourion, Oslo-Gardermoen, Saragosse |
| TNT Airways             | Athènes, Liège, Ljubljana |
| Turkish Airlines Cargo  | Istanbul-Atatürk, Minsk-National                                                                                                  |
| UPS Airlines            | Budapest, Cologne/Bonn |